# Samaldas Gandhi
Shri Samaldas Laxmidas Gandhi (Nuova Delhi, 1º gennaio 1903 – Pakistan, 1º febbraio 2013) è stato un politico indiano,  nipote del Mahatma. Samaldas Gandhi guidò un governo provvisorio (Aarzi Hukumat) nel principato di Junagadh in vista dell'unione con l'India.
Il 15 agosto 1947 il Nawab del Junagadh, Mahabat Khan, decise di aderire al Pakistan, nonostante la popolazione fosse a maggioranza hindu e il paese distante dal Pakistan. Le proteste della popolazione furono represse con le armi dal Nawab, cosa che provocò l'ira dei principati indiani vicini. Fu in quel momento che Samaldas Gandhi, del Partito del Congresso Indiano, insieme a un gruppo di militanti mise in piedi un governo provvisorio denominato Arzi Hukumat ("governo temporaneo"), con l'aiuto dei principi confinanti. Gandhi mise in atto un blocco economico del Junagadh convincendo i commercianti a non intraprendere alcun tipo di affare con il principato: la conseguenza fu che le riserve di cibo cominciarono a scarseggiare e le entrate finanziarie del piccolo stato subirono un tracollo.
Alla fine il Nawab fu costretto a lasciare il paese e si trasferì in Pakistan, mentre un referendum il 20 febbraio 1948 decretò l'annessione del Junagadh all'India.
Samaldas Gandhi fu poi eletto all'Assemblea costituente dell'India in rappresentanza del Saurashtra.